# Дворики (Марий Эл)
Дворики (горномар. Кӹвервуй) — деревня в Горномарийском районе Республики Марий Эл России. Входит в состав Микряковского сельского поселения.

## География
Деревня находится в юго-западной части республики, в зоне хвойно-широколиственных лесов, на левом берегу реки Сумки, на расстоянии примерно 19 километров (по прямой) к юго-западу от города Козьмодемьянска, административного центра района. Абсолютная высота — 71 метр над уровнем моря.

### Климат
Климат характеризуется как умеренно континентальный, с умеренно холодной снежной зимой и относительно тёплым летом. Среднегодовая температура воздуха — 3,3 °С. Средняя температура воздуха самого тёплого месяца (июля) — 18,9 °C (абсолютный максимум — 37 °C); самого холодного (января) — −12,4 °C (абсолютный минимум — −44 °C). Продолжительность устойчивых морозов в среднем 127 дней. Среднегодовое количество атмосферных осадков составляет 518 мм, из которых около 358 мм выпадает в период с апреля по октябрь.

### Часовой пояс
Деревня Дворики, как и вся Марий Эл, находится в часовой зоне МСК (московское время). Смещение применяемого времени относительно UTC составляет +3:00.

## История
Марийское название деревни «Кывервуй» состоит из слов «кывер» («мост») и «вуй» («голова»). Другое марийское название «Станлап», что в переводе означает «стоянка в низине». Русское название произошло от постоялых дворов, построенных рядом с деревней Емангаши на большом сухопутном тракте Нижний Новгород — Казань в конце XVIII века. В них размещалась ямская станция, где меняли лошадей. Например, осенью 1833 года здесь останавливался А. С. Пушкин, ехавший далее в сторону села Виловатово. Здесь же находились почтовая станция, казённый и этапный дома для арестантов и колодников, направляемых в Сибирь.
Деревня относилась к церковному приходу села Сумки, а с 1889 года — села Емангаши. Постоянное население деревни в основном состояло из русских ямщиков, занятых ямской гоньбой по перевозке почты, казённого груза, чиновников и арестантов. Жителям деревни также полагались определённые земельные угодья. По данным 1916 года деревня входила в состав Емангашского сельского общества Емангашской волости Васильсурского уезда Нижегородской губернии. В 1920 году волость была передана в состав Марийской автономной области.
С 1924 года — в составе Емангашского райсельсовета Юринского кантона, в 1925 году в деревне проживало 62 человека (59 русских и 3 марийца), в 1927 году — 71 человек (40 мужчин и 31 женщина) в 15 дворах.
С 1931 года — в Емангашском сельсовете Еласовского района, примерно тогда же был образован первый колхоз. На фронтах войны сражались 8 человек, а колхозники работали не только на полях и фермах, но и на лесоразработках и строительстве оборонительных сооружений в Заволжье.
В 1950-х годах деревня входила в состав колхоза «Москва», для которого на реке Сумка в 1951 году построили местную гидроэлектростанцию. После подачи электричества из других районов она была разрушена, в настоящее время на её месте — висячий мост. С 1954 года деревня в Микряковском сельсовете, с 1959 года — в составе Горномарийского района. В конце 1960-х в национальном составе уже преобладали марийцы.
В деревне были распространены фамилии Бердеев, Ватисов, Емелов, Замятин, Сизоркин, Тарханов, Тогашов, Чеботаев и другие. На начало 2000-х оставалось лишь одно хозяйство Сизоркиных, остальные выехали в связи с попаданием деревни в зону затопления Чебоксарского водохранилища. Электричества в деревне нет.

## Население
| 2002 | 2010 | 2013 | 2014 |
| ---- | ---- | ---- | ---- |
| 3    | ↘1   | →1   | →1   |

Согласно результатам переписи 2002 года в деревне проживало 3 человека (2 мужчины и 1 женщина), все горные марийцы.
По переписи 2010 года — 1 мужчина. По переписи 2021 года — без жителей. По состоянию на 2022 год в деревне также не числилось ни одного жителя и не было жилых домов.